# 台糖屏東總廠
屏東總廠是臺灣屏東市一座已經停止運作的製糖工廠，為台灣糖業公司昔日三大總廠之一。

## 沿革概略
1909年，其前身臺灣製糖株式會社阿緱製糖所落成開工，當時每日壓搾甘蔗量為3,600公噸；單位下轄阿緱製糖所、橋仔頭製糖所、 後壁林製糖所等糖廠。1946年5月1日，單位改制為臺灣糖業公司第二區分公司，轄有屏東、南州、小港、高雄、仁德、永康、善化、埔里社、恆春、臺北等地區單位。
1950年7月1日，改組為臺灣糖業公司屏東總廠，轄有屏東、高雄、小港、南州及旗山等五個糖廠；原轄之仁德、永康、善化廠改隸總爺糖廠，埔里改隸臺中總廠，恆春併屬南州糖廠。
1955年7月，原隸屬新營總廠之臺東、花蓮兩場改隸屏東總廠。
1968年7月，臺灣糖業公司實施大廠制；轄有屏東、南州、旗山三廠，後調整高雄、仁德二廠隸屬屏東總廠。
1979年，屏東總廠製糖工場雙列壓搾改為單列壓榨。
1985年1月，公司將屏東紙漿廠改隸屏東總廠。
1997年10月1日，屏東總廠製糖工場停閉，改制為屏東糖廠。
1998年1月1日，屏東糖廠改制為屏東廠。
2004年1月1日，屏東廠改為臺灣糖業公司資產管理中心屏東區營運處。
2005年10月1日，變更為臺灣糖業公司屏東區處，轄有南州廠。
2010年6月，屏東糖廠文物館成立，館區陳列多輛762毫米軌距鐵路車輛。

## 瑞竹
大正12年（1923年），攝政宮皇太子裕仁親王（後為昭和天皇）的台灣行啓，預定視察台灣製糖會社工場，會社以取自台中州竹山街的麻竹搭建御休憩所，在皇太子視察的數日前，竹柱不可思議的長出新芽，被視為瑞祥之兆，因此稱為「瑞竹」。會社將此竹植於當地，後育成茂盛的竹林，也成為屏東的一大名勝，惟現已不存。

## 其他
屏東總廠全盛時期有製糖、紙漿、畜殖等產業；因其規模巨大，曾號稱「臺灣糖業新高山」。
規劃中之高雄捷運屏東延伸線終點站即位於屏東糖廠。

## 外部連結
- 屏東糖廠 - 台灣製糖工廠百年文史地圖 （页面存档备份，存于）
- 台糖全球中文入口網-製糖工場 （页面存档备份，存于）
- 糖廠煙囟 - 萬丹鄉音 （页面存档备份，存于）
- 屏東糖廠 - Mobile01

## 延伸閱讀

### 鐵道
- 屏東糖廠最後一班台糖小火車 - YouTube （页面存档备份，存于）
- 洪嘉璘.翁苑綾.林雅雯.江宜頻.蘇瑾.沿著五分車的軌跡尋找甜蜜的回憶─探索蛻變中的屏東糖廠.國立屏東女中. （页面存档备份，存于）
- 李方宸.李仲容.張聖坤.失落的屏東平原糖業鐵道--日據時期屏東平原糖業鐵道經營概況初探.屏東文獻 卷10：63-120.2006

#### 遺跡
- 屏東總廠鐵道@ 看橋工房鐵道遺跡篇:: 隨意窩Xuite日誌 （页面存档备份，存于）
- 屏東總廠 - 看橋工房

#### 路線
- 屏東總廠鐵道分布圖 - Google Maps （页面存档备份，存于）
- 消失的屏東糖鐵鐵路 - Google Maps （页面存档备份，存于）
- 里港線（屏東-舊寮）-1997年4月結束營運 - 臺灣鐵路列車部落格 - udn部落格 （页面存档备份，存于）
- 台糖東港線(屏東-東港)-2003年7月1日停閉 - 臺灣鐵路列車部落格 - udn部落格 （页面存档备份，存于）